# Nor Ghazanchi
Nor Ghazanchi (in armeno Նոր Ղազանչի?, talvolta anche solo Ghazanchi, in azero Sırxavənd) è una piccola comunità rurale del distretto di Ağdam, in Azerbaigian, fino al 2024 appartenente alla regione di Martakert nella repubblica di Artsakh (fino al 2017 denominata repubblica del Nagorno Karabakh).
Il villaggio nel 2005 contava poco meno di duecento abitanti e si trova in zona boscosa e collinare sulla parte sinistra della vallata del fiume Khachenaget.